# George Islay MacNeill Robertson
George Islay MacNeill Robertson, barone Robertson di Port Ellen (Port Ellen, 12 aprile 1946), è un politico scozzese, segretario generale della NATO dal 14 ottobre 1999 al 5 gennaio 2004.

## Biografia
George Islay MacNeill Robertson è nato a Port Ellen, nell'isola di Islay, il 12 aprile 1946 ed è figlio di un poliziotto.
È stato istruito alla Dunoon Grammar School. Quando aveva 15 anni, è stato coinvolto nelle proteste contro l'attracco dei sottomarini americani in Gran Bretagna.
Ha studiato economia al Queen's College dell'Dundee. In quegli anni il Queen's College si è separato dall'Università di St. Andrews per diventare l'Università di Dundee. Nel 1968 ha conseguito un Master of Arts diventando uno dei primi laureati nel nuovo ateneo. Infatti solo una minoranza degli studenti di quell'anno ha optato per conseguire la laurea all'Università di Dundee piuttosto che all'Università di St. Andrews. Durante i suoi studi universitari ha svolto un ruolo importante nella vita studentesca. In particolare scriveva per il giornale studentesco Annasach, lanciato nel 1967, e ha avuto un ruolo attivo nelle proteste studentesche. Robertson ha usato la sua rubrica nel giornale per sostenere la nuova università e ha incoraggiato i suoi compagni a prendere la laurea all'Università di Dundee. Gli studenti che avevano iniziato prima del 1967 potevano infatti scegliere se laurearsi all'Università di Dundee o all'Università di St. Andrews.
Nel 1968 è stato uno dei numerosi studenti di Dundee a invadere il campo durante una partita di rugby a Saint Andrews coinvolgendo una squadra sudafricana per protestare contro l'apartheid. Lo stesso anno ha organizzato un work-in di 24 ore da parte degli studenti nella biblioteca universitaria in opposizione ai tagli delle borse di studio proposti dal governo. Dal 1968 al 1978 ha lavorato come funzionario nel sindacato per l'industria dello scotch whisky GMB.
Robertson è entrato per la prima volta nella Camera dei comuni come parlamentare laburista di minoranza nel 1978, dopo aver vinto le elezioni suppletive di Hamilton nel maggio di quell'anno, convocate a causa dalla morte del parlamentare in carica Alexander Wilson nel marzo di quell'anno. Ha sconfitto il candidato del Partito Nazionale Scozzese Margo MacDonald, che è arrivato secondo. Robertson ha mantenuto il collegio elettorale con una maggioranza maggiore e ha ottenuto il 51 % delle preferenze. È stato rieletto nelle cinque successive elezioni generali. Negli anni è stato segretario privato parlamentare per i servizi sociali, portavoce dell'opposizione per gli affari scozzesi, portavoce dell'opposizione per la difesa, portavoce dell'opposizione per gli affari esteri e portavoce capo dell'opposizione per l'Europa. È stato anche presidente del Partito Laburista Scozzese in Scozia e in seguito è stato nominato membro del Consiglio privato di sua maestà. Dal 1993 al 1997 è stato segretario di Stato per la Scozia del governo ombra. Nel 1995 ha detto che "la devoluzione sarebbe la pietra tombale del nazionalismo". Ha detto questo per placare i timori che la devoluzione avrebbe fornito una piattaforma più ampia per il Partito Nazionale Scozzese. La citazione di Robertson viene spesso ricordata, di solito in modo derisorio, dal momento che il Partito Nazionale Scozzese ha vinto le elezioni per il Parlamento scozzese nelle elezioni parlamentari in Scozia del 2007, del 2011 e del 2016.
I tre figli di Robertson studiavano alla scuola di Dunblane dove nel 1996 il bandito Thomas Hamilton ha assassinato sedici bambini e la loro insegnante. Dopo il massacro, Robertson, da lungo tempo residente in città, ha fatto da portavoce per le famiglie delle vittime. È stato una figura chiave nella successiva campagna che ha portato a una nuova normativa sulla detenzione di armi da fuoco in Gran Bretagna.
Nel 2003, il giornale Sunday Herald ha pubblicato un articolo intitolato "Il segreto Dunblane dovrebbe essere tenuto segreto ?", in riferimento ai documenti relativi all'inchiesta del giudice Cullen sul massacro che resteranno segretati per cento anni. In un forum di discussione sul sito web del giornale, contributori anonimi hanno affermato che Robertson aveva firmato una raccomandazione per far ottenere una licenza di detenzione di una pistola a Thomas Hamilton nella sua veste di parlamentare della sua circoscrizione. In realtà, Robertson non era mai stato il parlamentare dell'assassino, e le affermazioni erano totalmente infondate. Robertson ha citato in giudizio il Sunday Herald e ha ottenuto un risarcimento danni. Una successiva azione di Robertson, volta a ottenere delle scuse dal giornale, non ha avuto successo. Il caso è diventato un importante per verificare se gli editori possono essere ritenuti responsabili per i commenti pubblicati sui loro siti web.
Dopo il trionfo dei laburisti alle elezioni generali del 1997, Robertson è stato nominato segretario di Stato per la difesa, carica che ha ricoperto fino all'ottobre del 1999 quando si è dimesso dal Gabinetto per diventare segretario generale della NATO. Ha ottenuto questa carica dopo che il ministro della difesa tedesco Rudolf Scharping ha rifiutato di essere nominato per la posizione e dopo che sono stati sollevati dubbi circa l'idoneità del politico britannico e già membro dei Royal Marines Paddy Ashdown, a quel tempo il leader uscente dei Liberal Democratici, che non aveva mai detenuto una posizione nel governo.
Il 24 agosto 1999 è stato creato pari a vita con il titolo di barone Robertson di Port Ellen.
Robertson era contrario alla convocazione del referendum sull'indipendenza della Scozia del 2014. In un articolo sul The Washington Post, ha scritto: "Il Regno Unito residuo sarebbe ancora un giocatore importante nel mondo ma perdendo un terzo del suo territorio, 5 milioni di abitanti e e un'enorme quantità di credibilità, il suo peso globale diminuirebbe inevitabilmente". In un discorso alla Brookings Institution dell'8 aprile 2014, ha dichiarato: "Gli applausi più rumorosi per la disgregazione della Gran Bretagna verrebbero dai nostri avversari e dai nostri nemici: la distruzione della seconda potenza militare in Occidente sarebbe cataclismatica in termini geopolitici". Baron Bomber ha paragonato gli sforzi degli unionisti nel mantenere la Scozia legata al Regno Unito con quelli della lotta di Abraham Lincoln contro la schiavitù quando ha dichiarato: "Potrebbero apparire più pertinenti alla Guerra Civile in cui morirono centinaia di migliaia di americani una guerra per tenere insieme la nuova Unione. Per Lincoln e ai suoi compatrioti l'Unione era così preziosa, così importante e la sua integrità così preziosa da spargere fiumi di sangue per tenerla insieme".
Negli anni è stato anche vicepresidente della Westminster Foundation for Democracy, vicepresidente del British Council per nove anni, vicepresidente del Britain-Russia Centre, membro del consiglio e poi presidente del Royal Institute of International Affairs, membro della Pilgrims Society, governatore della Ditchley Foundation, trustee del 21st Century Trust, patrono del British-American Project, membro del consiglio di amministrazione di Cable & Wireless Communications, membro del consiglio di amministrazione di Weir Group,  membro del consiglio di amministrazione The TNK-BP, membro del consiglio dei consultori del Global Panel America e membro del gruppo di alto livello dei parlamentari britannici per il disarmo nucleare multilaterale e la non proliferazione istituito nell'ottobre del 2009. Inoltre è consigliere senior del The Cohen Group, una società di consulenza di Washington che fornisce consulenza e assistenza in marketing e Regulatory Affairs.
Ha ricevuto lauree honoris causa dall'Università della Scozia Occidentale dal 5 luglio 2006, dall'Università di Dundee, dall'Università di Bradford, dall'Università di Cranfield e dall'Università statale di Baku.

## Vita personale
Il 1º giugno 1970 ha sposato Sandra Wallace. Hanno tre figli: Malcolm, Martin e Rachael.